# Greg Kage
Greg Kage, född 8 april 1952, är en amerikansk bluesmusiker som huvudsakligen spelar bas och trummor. Kage växte upp i Chicago men flyttade senare till Kalifornien. Han blev under 1980-talet medlem av gruppen The Buzzyrds, men har främst blivit känd som basist i Canned Heat från 1995 till 2010.